# Международный аэропорт имени Мориса Бишопа
Международный аэропорт имени Мориса Бишопа (англ. Maurice Bishop International Airport, ИАТА: GND, ИКАО: TGPY), ранее Аэропорт Пойнт-Салинас (англ. Point Salines Airport) — крупнейший международный аэропорт Гренады, расположенный в 8 километрах к югу от столицы страны. Назван в честь бывшего премьер-министра Мориса Бишопа

## История

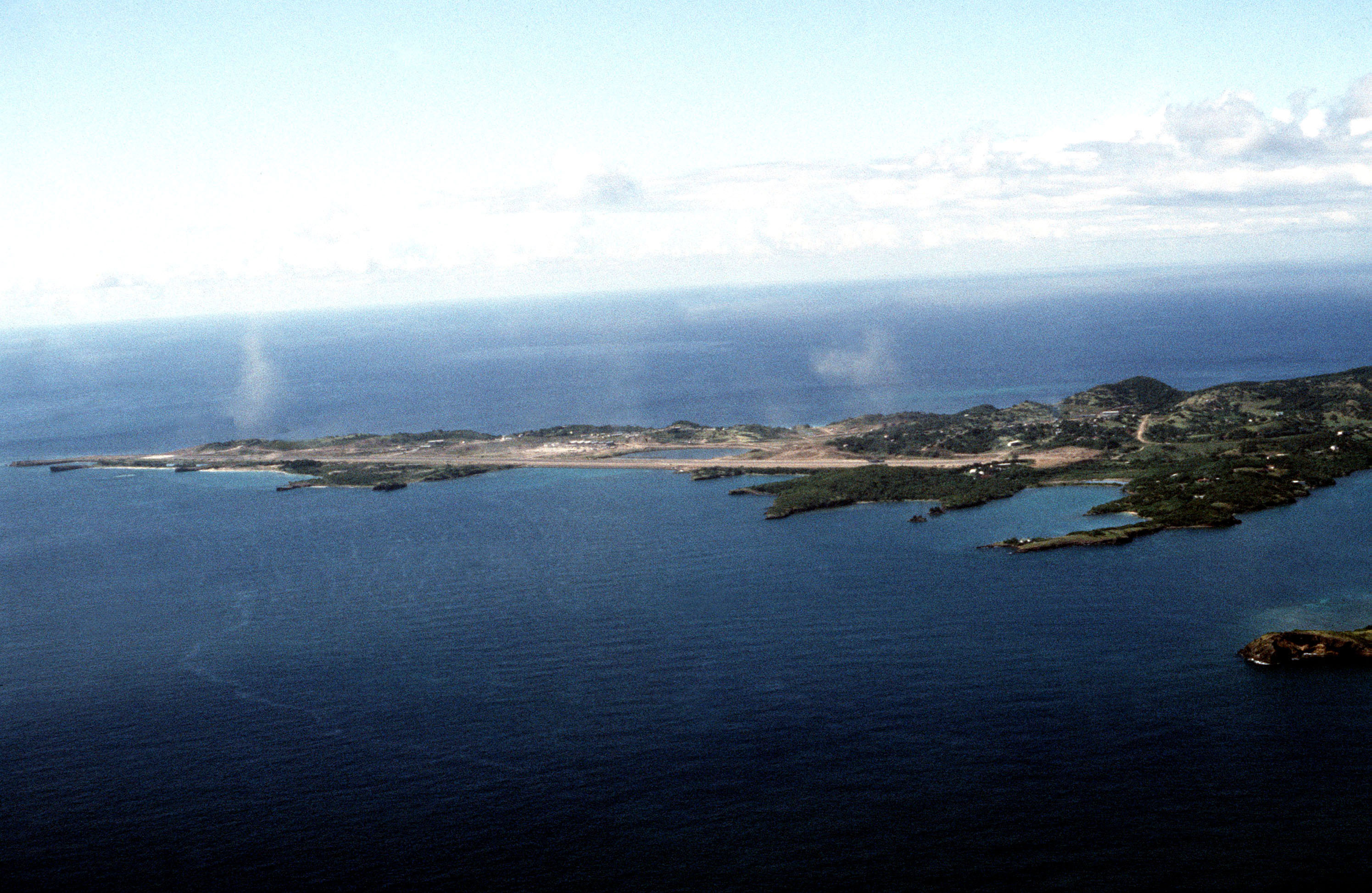
Строящийся аэропорт с воздуха, 1983 год

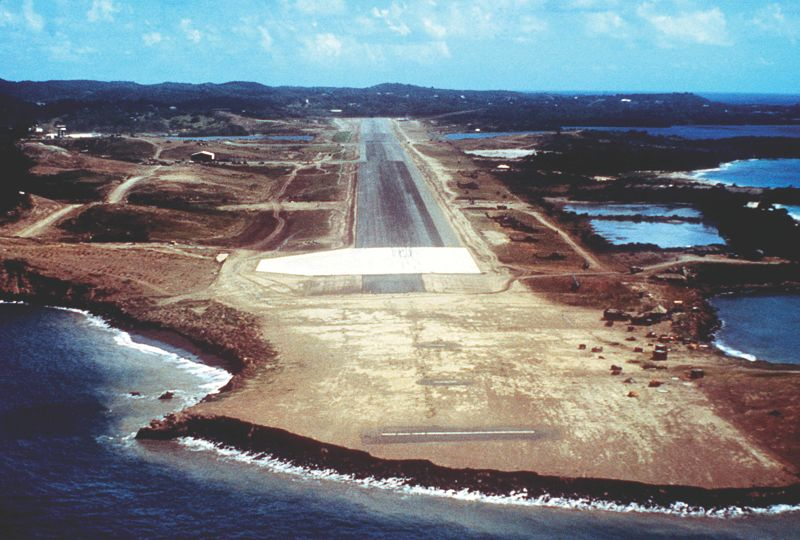

Строительство аэропорта, предназначавшегося для замены устаревшего аэропорта Перлс на северной стороне острова, было объявлено президентом США Рональдом Рейганом доказательством того, что правительство Гренады намеревалось разрешить его использовать как базу для советских и кубинских военных самолетов, как один из аргументов был использован тот факт, что аэропорт строили кубинские рабочие.
Бишоп и его правительство утверждали, что аэропорт Пойнт-Салинс был предназначен для того, чтобы сделать остров доступнее для европейских и американских туристов. Самолеты дальнего следования, на которых добирались такие туристы, не могли приземлиться на короткой и неудобно расположенной взлетно-посадочной полосе в существующем аэропорту Перлс. В результате туристам, направлявшимся в Гренаду, пришлось мириться с задержками и расходами на пересадки. Правительство Гренады выразило надежду, что поток туристов резко увеличится, если будут возможны прямые рейсы из Европы и Северной Америки. Сам аэропорт был спроектирован канадской фирмой, а специализированные строительные контракты были предоставлены европейским подрядчикам. В проекте также участвовали две частные американские строительные фирмы.
Незавершенный аэропорт был выбран в качестве отправной точки для вторжения США на Гренаду в октябре 1983 года. Событием, которое ускорило вторжение, было не строительство аэропорта, а, скорее, насильственный переворот, в ходе которого Премьер-министр Морис Бишоп был убит. Формальным поводом для вторжения была угроза для американских студентов-медиков в университете Сент-Джорджес, кампус которого находится недалеко от аэропорта.
На рассвете 25 октября 1983 года более 500 десантников из 1-го и 2-го батальонов 75-го полка рейнджеров армии США совершили рискованный парашютный десант на малой высоте над строящимся аэропортом. Несмотря на сопротивление со стороны вооруженных сил Гренады и вооруженных кубинских строителей, рейнджеры быстро заняли аэродром. Захват аэродрома позволил транспортным самолетам C-141 ВВС США приземлиться в 14:05 и выгрузить шесть батальонов парашютистов 82-й воздушно-десантной дивизии.
После вторжения строительство международного аэропорта Пойнт-Салинс было завершено с помощью американской помощи в размере 19 миллионов долларов, и 28 октября 1984 года приземлился первый коммерческий пассажирский самолет. В 2009 году аэропорт был переименован в честь покойного премьер-министра.

## Характеристики
Аэропорт находится на высоте 12 м над уровнем моря. Он имеет одну взлетно-посадочную полосу, обозначенную 10/28, с асфальтовым покрытием размером 2744×45 м
В аэропорту находится удаленная станция Управления гражданской авиации Восточного Карибского бассейна.

## Авиакомпании и направления
Гренаду обслуживают следующие авиакомпании: